# Челябинский областной комитет КПСС
Челябинский областной комитет КПСС — руководящий партийный орган областной организации Коммунистической партии Советского Союза, существовавший в Челябинской области с 1934 по 1991 год. Являлся высшим органом  областной организации КПСС между областными конференциями КПСС. Образован вместе с областью на части территории Уральской области (в 1943 году из области была выделена Курганская область)). Располагался в областном центре – городе Челябинске.
Комитет избирался областными конференциями КПСС. Занимался реализацией решений областных конференций, организацией и утверждением районных партийных организаций Челябинской области, выполнением решений ЦК партии. Подчинялся (до 1990 года) Центральному комитету КПСС ( с 1990 – ЦК коммунистической партии РСФСР).
Для повседневного руководства работой областной партийной организации обком избирал бюро, а для рассмотрения текущих вопросов и проверки их исполнения создавал секретариат. На пленумах комитетов утверждались также председатели партийных комиссий, заведующие отделами этих комитетов, редакторы партийных газет и журналов. Для рассмотрения текущих вопросов и проверки их исполнения создавался секретариат. Пленум областного комитета созывался не реже одного раза в четыре месяца.
Высшим должностным лицом областной организации КПСС являлся первый секретарь, избиравшийся на пленуме областного комитета КПСС по предложению секретариата Центрального Комитета КПСС. Кандидатуры второго (как правило, отвечал за организационные вопросы) и третьего секретарей (как правило, отвечал за идеологические вопросы) согласовывались также с секретариатом ЦК КПСС.
Обком КПСС отвечал за проведение политики партии в области, вёл политическую и организаторскую работу по выполнению всеми государственными и общественными организациями директив и решений партии, указаний её Центрального комитета, проводил идеологическую работу, руководил работой Советов депутатов трудящихся, профсоюзов, комсомола и других организаций, а также средств массовой информации через работающих в них коммунистов, решал социально-экономические задачи, контролировал деятельность учреждений науки, культуры, образования, занимался подбором и расстановкой руководящих кадров, организацией учреждений партии в пределах области.
23 августа 1991 года деятельность КПСС на территории РСФСР была приостановлена, а 6 ноября того же года запрещена.

## Первые секретари
- 1934—1937 — Рындин, Кузьма Васильевич
- 1937—1938 — Огурцов, Константин Михайлович
- 1938—1940 — Антонов, Дмитрий Иванович
- 1940—1942 — Сапрыкин, Григорий Давыдович
- 1942—1946 — Патоличев, Николай Семёнович
- 1946—1950 — Белобородов, Александр Андрианович
- 1950—1952 — Аристов, Аверкий Борисович
- 1952—1961 — Лаптев, Николай Васильевич
- 1961—1963 — Ефремов, Михаил Тимофеевич
- 1963—1965 — Кузюков, Фёдор Фёдорович[1][2]
- 1965—1970 — Родионов, Николай Николаевич
- 1970—1984 — Воропаев, Михаил Гаврилович
- 1984—1986 — Ведерников, Геннадий Георгиевич
- 1986—1989 — Швырёв, Николай Дмитриевич
- 1989—1991 — Литовченко, Алексей Потапович

## Вторые секретари
- 1934—1935 — Бирн, Иоганн Генрихович
- 1935—1937 — Шуров (Шелехес), Владимир Яковлевич
- 1937—1937 — Хитаров, Рафаэль Мовсесович
- 1937—1938 — Соболев, Михаил Петрович
- 1939 — Ермаков, Михаил Степанович
- ? —1941 — Уразов, Сергей Иванович
- 1941—1943 — Баранов, Леонид Семёнович
- 1943—1949 — Дадонов, Фёдор Никитич
- 1949—1950 — Лесков, Александр Васильевич
- 1950—1951 — Павлов, Георгий Сергеевич
- 1951—1952 — Лаптев, Николай Васильевич

- 1954—1955 — Беспалов, Алексей Николаевич
- 1955—1957 — Соломенцев, Михаил Сергеевич

- 1958—1960 — Руссак, Борис Васильевич
- 1960—1963 — Кузюков, Фёдор Фёдорович[3]
- 1964—1970 — Мамонтов, Евгений Васильевич
- 1970—1971 — Петров, Владимир Тихонович
- 1971—1984 — Ильичёв, Леонид Александрович
- 1984—1985 — Грищенко, Пётр Семёнович
- 1985—1986 — Швырёв, Николай Дмитриевич
- 1986—1988 — Федосеев, Владимир Сергеевич
- 1988—1989 — Литовченко, Алексей Потапович
- 1989—1990 — Сумин, Пётр Иванович